# Озрек
Озре́к (кабард.-черк. Уэзрэдж, осет. Уозрек) — село в Лескенском районе республики Кабардино-Балкария.
Образует муниципальное образование сельское поселение Озрек как единственный населённый пункт в его составе.

## География
Селение расположено в северо-восточной части Лескенского района, в междуречье рек Лескен и Урух. Находится в 6 км к северо-востоку от районного центра Анзорей, в 27 км от Нарткалы и в 47 км к юго-востоку от Нальчика.
Площадь территории сельского поселения составляет около 21 км2. 10% из них составляют жилые застройки, остальные 90% сельскохозяйственные угодья.
Граничит с землями населённых пунктов: Хатуей на юго-востоке, Анзорей на юго-западе, Ставд-Дурт на востоке и со станицей Александровская на севере.
Населённый пункт находится в предгорной зоне республики. Средние высоты сельского поселения составляют 314 метров над уровнем моря. Над северо-восточной частью села возвышаются маловысотные возвышенности.
Гидрографическая сеть представлена рекой Лескен, Шекер, а также рукавами реки Урух — Лезгинка, Гнилушка, Чёрная Речка и Павлиха. Местность высоко обеспечена водой.
Климат влажный умеренный с тёплым летом и прохладной зимой. Амплитуда температуры воздуха колеблется от средних +22,0°С в июле, до средних -2,0°С в январе. В течение зимы наблюдаются частые оттепели. Среднегодовая температура воздуха составляет +10,5°С. Среднегодовое количество осадков составляет около 700 мм. Самыми дождливыми месяцами являются май и июнь. Основные ветры — восточные.

## Этимология
Название села исходит из кабардинской повести «Уэзрэдж и лъэӏу», краткое содержание которого сводится к тому, что в окрестных лесах объявился крупный вепрь, наводивший страх на людей. Озрек (Уэзрэдж) поклялся найти и убить этого зверя, но в единоборстве с ним оба погибли.

## История
С окончанием Кавказской войны, многие осетины из Дигорского ущелья начали переселяться в Кабарду (в основном в среднее течение и низовья рек Урух и Лескен).
В конце XIX века у южной окраины села Анзорей переселенцами-дигорцами было основано небольшое селение, названое Кабаново.
В процессе реализации программы землеустройства Кабардино-Балкарии в 1925-1926 годах жителям Кабаново был выделен участок земли в междуречье рек Урух и Лескен, чуть выше места их впадения в Терек. В новое место первоначально переселилось 202 двора с населением 1084 человек. До 1937 года Озрекский сельсовет входил в состав Урванского округа КБАССР. Затем включён в состав новообразованного Лескенского района. В 1962 году с ликвидацией Лескенского района, сельсовет был обратно передан в состав Урванского района.
Во время Великой Отечественной войны, село около двух месяцев было оккупировано немецкими войсками. В память о погибших в селе установлен памятник.
В 1992 году Озрекский сельсовет реорганизован и преобразован в сельское поселение Озрек.
В 2003 году село включено в состав вновь образованного Лескенского района, который был выделен из части Урванского района.

## Население
| 2002  | 2010  | 2012  | 2013  | 2014  | 2015  | 2016  |
| ----- | ----- | ----- | ----- | ----- | ----- | ----- |
| 1539  | ↘1522 | ↘1511 | ↘1506 | ↘1498 | ↘1453 | ↘1444 |
| 2017  | 2018  | 2019  | 2020  | 2021  | 2023  | 2024  |
| ↘1442 | ↘1435 | ↘1434 | ↘1433 | ↗1560 | ↘1552 | ↘1545 |
| 2025  |       |       |       |       |       |       |
| ↗1567 |       |       |       |       |       |       |

Плотность — 74.62 чел./км2.
Национальный состав
По данным Всероссийской переписи населения 2010 года:
| Народ      | Численность, чел. | Доля от всего населения, % |
| ---------- | ----------------- | -------------------------- |
| осетины    | 1 406             | 92,4 %                     |
| русские    | 45                | 3,0 %                      |
| кабардинцы | 19                | 1,2 %                      |
| другие     | 52                | 3,4 %                      |
| всего      | 1 522             | 100 %                      |

По данным Всероссийской переписи 2021 года:
| Народ               | Численность, чел. | Доля от всего населения, % |
| ------------------- | ----------------- | -------------------------- |
| осетины             | 1 382             | 88,58 %                    |
| русские             | 64                | 4,10 %                     |
| кабардинцы          | 49                | 3,14 %                     |
| другие / не указано | 65                | 4,16 %                     |
| всего               | 1 560             | 100,0 %                    |

Поло-возрастной состав
По данным Всероссийской переписи населения 2010 года:
| Возраст     | Мужчины, чел. | Женщины, чел. | Общая численность, чел. | Доля от всего населения, % |
| ----------- | ------------- | ------------- | ----------------------- | -------------------------- |
| 0 — 14 лет  | 134           | 155           | 289                     | 19,0 %                     |
| 15 — 59 лет | 502           | 499           | 1 001                   | 65,8 %                     |
| от 60 лет   | 87            | 145           | 232                     | 15,2 %                     |
| Всего       | 723           | 799           | 1 522                   | 100,0 %                    |

Мужчины — 723 чел. (47,5 %). Женщины — 799 чел. (52,5 %).
Средний возраст населения — 35,6 лет. Медианный возраст населения — 33,2 лет.
Средний возраст мужчин — 34,4 лет. Медианный возраст мужчин — 33,4 лет.
Средний возраст женщин — 36,6 лет. Медианный возраст женщин — 33,1 лет.

## Местное самоуправление
Структуру органов местного самоуправления сельского поселения составляют:
- Глава сельского поселения — Габачиев Тамирлан Лазарович.
- Администрация сельского поселения Озрек — состоит из 4 человек.
- Совет местного самоуправления сельского поселения Озрек — состоит из 9 депутатов[22].

Адрес администрации сельского поселения — село Озрек, ул. Кабалоевой №13.

## Образование
- Средняя общеобразовательная школа № 1 — ул. Кабалоевой, 1.
- Начальная школа Детский сад № 28 — ул. Советская, 14.

## Здравоохранение
- Участковая больница — ул. Хетагурова, 20.

## Культура
- Дом Культуры
- Спортивно-оздоровительный комплекс

Общественно-политические организации: 
- Совет ветеранов Великой Отечественной войны
- Совет ветеранов труда

## Ислам
В селе действует одна мечеть.

## Предприятия
На территории сельского поселения находятся предприятия:
- ЗАО «Бикар-К» [24] — спирто-дрожжевое предприятие.
- МУП «Коммунхоз Озрек» — коммунальные услуги.
- АОрНП «Озрек» — производство сельскохозяйственной продукции.

## Улицы
| Кабалоевой       |
| Кабардинская     |
| Кирова           |
| Коммунистическая |
| Красная          |
| Ленина           |

| Октябрьская   |
| Партизанская  |
| Пролетарская  |
| Пушкина       |
| Революционная |

| Садовая    |
| Советская  |
| Хетагурова |
| Школьная   |
| Южная      |

## Известные уроженцы
- Кабалоев Билар Емазаевич — первый секретарь Северо-Осетинского областного комитета КПСС 1961—1982 гг., генеральный консул СССР в Монголии в 1982—1987 гг.
- Кабалоев Виталий Ермакович — российский борец греко-римского стиля.
- Кебеков Владимир Сафарбекович — депутат Парламента Кабардино-Балкарской республики.
- Кумехов Константин Колумбиевич — доктор экономических наук, профессор МГИМО МИД РФ